# Test Drive Unlimited 2
 (août 2011).
Si vous disposez d'ouvrages ou d'articles de référence ou si vous connaissez des sites web de qualité traitant du thème abordé ici, merci de compléter l'article en donnant les références utiles à sa vérifiabilité et en les liant à la section « Notes et références ».
Test Drive Unlimited 2 est un jeu vidéo de course automobile développé par Eden Games et édité par Atari Inc. en 2011. Le jeu fonctionne sur PlayStation 3, Xbox 360 et PC.
Le 3 mars 2010, Atari a annoncé que Test Drive Unlimited 2 serait publié le quatrième trimestre 2010. Finalement, la date de sortie a été reportée au premier trimestre 2011.
En France le jeu est sorti le 11 février 2011.

## Système de jeu
Test Drive Unlimited 2 met en vedette les effets météo dynamiques, cycles jour-nuit, et les dommages aux véhicules, clignotants, appels de phare, défi en ligne en circulation normale. Le jeu se déroule dans des milieux variés, allant de la campagne en passant par les grandes villes.
L'introduction des motos s'est faite avec le DLC2 qui a ajouté plusieurs voitures ainsi que des améliorations graphiques.

## Synopsis
Le jeu commence par une fête sur le toit d'un immeuble de luxe d'Ibiza, où se déroule une fête somptueuse et paradisiaque. Vous commencez en tant que gardien de parking au penchant immodéré pour la pratique de la conduite (notamment de belles voitures - le joueur pourra choisir quel personnage adopter pour son profil au départ du jeu) sur route, jusqu'à ce que la chance vous sourie : vous êtes invité, par l'organisatrice de la fête, à conduire une Ferrari California rouge, spécialement offerte pour votre anniversaire. Vous vous mettez à l’admirer, puis vous sortez sur la route et vous conduisiez librement votre nouveau véhicule. Jusqu'à ce qu'une voix se fasse entendre : c'est l'organisatrice qui vous réveille… Vous étiez en train de rêver. Vous êtes donc brutalement licencié(e). Mais la propriétaire du véhicule, qui n'est d'autre que Tess Wintory (qui est en fait l’organisatrice de la fête) accepte néanmoins que vous conduisiez son véhicule, à condition d'arriver à temps au bâtiment où elle doit se rendre (pour une émission de télévision, prévenant les gens de l’organisation du somptueux tournoi télévisé du Solar Crown. Ce gardien réussit la mission et observe le déroulement de la scène, en voyant Miami Harris fouler le tapis rouge et passer devant la caméra. Lorsqu'une information la prévient qu'un participant ne pourra pas participer (il s'est blessé dans un accident de voiture) au tournoi du Solar Crown dont elle informe les téléspectateurs, elle choisit presque immédiatement en recours son conducteur, qui n'est d'autre que le gardien de parking, qui aura le droit de participer donc à la prestigieuse course. Pour cela, il va falloir qu'il se fasse une réputation et une vie d'enfer à travers l’île d'Ibiza, tout en donnant libre court aux shopping, à l’investissement et à la course. À partir d'un certain niveau de progression (niveau 10), le joueur pourra prendre l’avion pour participer aux championnats qui se situeront à Hawaii et espérer arriver en finale et gagner le Solar Crown. Entre courses, le joueur accumulera également les petits boulots demandés par les civils, des plus insensés aux plus normaux pour gagner un peu d'argent et améliorer sa réputation avant la course finale de la compétition à laquelle il participe. Quelquefois, le joueur se verra aussi défié par d'anciens participants du Solar Crown dans des petites courses indépendantes, pendant lesquelles la voiture du perdant sera remise au gagnant à la fin du défi.

## Profil
Cette section annexe guide le joueur dans ses intentions de jeu : elle décrit les conditions de jouabilité.

### Gestion
Dans "Test Drive Unlimited 2" (abrégé TDU 2), le joueur aura immédiatement la possibilité, dès qu'il créera son profil, de :
- jouer en ligne : dans ce cas, une connexion Internet sera requise.
- jouer  hors-ligne : le joueur ne pourra pas progresser dans le domaine Social (voir ci-dessous).

Il y aura quatre niveaux de progression respectif dans le jeu, dont chacun est découpé en quinze sous-niveaux, qui sont les suivants :
- Social : pour la compétence social, la progression en club, les amis, la réputation (ne peut être complété en version hors ligne) ;
- Compétition : pour la progression en course ; en clair, plus ce niveau est complété, et plus la finale du Solar Crown approche ;
- Découverte : ce niveau se complète au fur et à mesure que le joueur explore l'île et découvre des concessionnaires ;
- Collection : ce niveau se complète au fur et à mesure que le joueur investit dans de lourds achats mais surtout dans le shopping.

Ces quatre niveaux respectifs (soit l'équivalent de 60 sous-niveaux) sont raccordés à un niveau global, d'une échelle allant de 0 (départ) à 60 (fin du jeu). Cet indice permet de savoir rapidement votre progression en matière de sous-niveaux, en formulant donc un total d'expériences très rapide à lire.(exemple : vous gagnez 4 sous-niveaux d'expérience en Social, 5 en Compétition, 3 en Découverte et 7 en Collection, votre indicateur de niveau global affichera 19/60).

#### En "Social"
Ce niveau ne peut se jouer qu'en ligne. En se faisant des amis dans un club, en créant son propre club et en accueillant des volontaires, en effectuant des défis coopératif, votre jauge de niveau "Social" augmente. Tout ce qui est rapporté au mode "Social" sont les "Amis", les clubs (est un bon moyen de se faire des amis et de se donner de la réputation, à travers différentes courses), la "Salle des Courses Communautaire" (pour créer vos propres défis et en relever des autres), les Poursuites (qui consiste à aider la police pour pourchasser un autre joueur en délit de fuite) et les Épreuves de coopération (dans deux courses multijoueur : "Suivez le guide", qui consiste à suivre la seule personne connaissant le chemin sur le parcours, et "Gardez vos distances").

#### En "Compétition"
De nombreuses courses n'attendent plus que le joueur pour être lancé. Elles seront toujours plus intense et difficile au fur et à mesure que votre niveau de « Compétition » se complétera. Au départ, dans un concessionnaire de véhicules d'occasion (parfois fabriqué à partir d'épaves de vieilles voitures mêlées à des pièces détachées souvent neuves), toutes les voitures seront de même type. Puis, le type de voiture variera ensuite selon les achats, les défis remporté, etc. Quand un certain nombre de tournois sont terminés avec succès ou presque, le joueur se verra offrir, en guise de sa bonne position dans les scores, une coupe d'or, qui signifie aussi que le jour de la Grande final du Solar Crown approche lentement mais sûrement. Tout ce qui est associé au mode  Compétition sont les écoles de pilotage (huit permis sont à passer ; chaque permis vous donne accès à un certain nombre de compétitions), les championnats (suites de défis à remporter qui sont les suivants : Course qui sont des checkpoints à passer, en plusieurs tours et selon un ordre bien défini, le plus rapidement possible en devançant ses adversaires, Chronomètre qui est une épreuve de vitesse et de précision, à laquelle le but consiste à finir un circuit en un ou plusieurs tours le plus rapidement possible tout en passant les checkpoints correctement et dans l’ordre et avant la fin du temps imparti, Radars à laquelle le but consiste à passer, dans n'importe quelle ordre et avant la fin imparti, le plus rapidement possible que ses adversaires, devant des radars installé exprès pour la compétition, et une épreuve qui consiste à circuler le plus rapidement possible sur route ouvert à la circulation sans s'arrêter et sans collision - plus le nombre de défis terminé avec succès sont importants, plus vous gagnez de points et plus votre position dans le classement est bonne), les « Coupes » qui sont des tournois prestigieux à affronter et très important pour la progression (et qui vous font gagner beaucoup d'argent, comme pour les championnats classiques, mais aussi de respect).

#### En "Découverte"
En explorant l'île, le joueur aura accès au fur et à mesure de son exploration à de nombreux points-clés importants, mais aussi à des défis variés et plus ou moins important pour la progression dans le jeu et en difficulté. Tout ce qui est associé au mode « Découverte » sont les routes (tout ce qui concerne la découverte des routes du jeu et de leurs points-clés), les missions' (défis aléatoires apparaissant un moment sur la grande carte de l’île où se situe le joueur : elles permettent de gagner de l’argent et de l’expérience dans les défis suivants : Secousse qui consiste à conduire une personne quelque part comme office d'un "taxi" à partir de votre voiture, et qui faudra emmener avec le moins de secousses possibles jusqu'à la fin de la mission ou celle-ci sera un échec ; Adrénaline : cette personne a besoin d'adrénaline ; effectuez une vitesse record, des dérapages de fous, des sauts tout en roulant le mieux possibles sur la route et en évitant les collisions et le défi sera gagné ; Convoi, qui consiste à emmener une personne à un point-clé en faisant le moins de collision possible ; le montant des dégâts sera retenu sur votre récompense ; au cas si vous faisiez trop de collision, le convoi sera perdu ; Conduite : une personne a besoin que vous l'emmeniez en conduisant quelque part, mais ne supporte pas les écarts de conduite. Une jauge indique le score au joueur. Vous commencez avec un total de 100, mais chaque collision ou sortie de route vous fait perdre progressivement ce score maximum. Si vous faisiez trop d'accident et que votre jauge arrive à 0, c'est perdu ; Contre-la-montre : cette épreuve porte bien son nom ; une personne a besoin que vous l’emmeniez le plus rapidement possible quelque part grâce à votre voiture ; conduisez-la sans trop de casse pour gagner de l'argent ; Filature : votre passager vous demande de pister un véhicule. Généralement, celui-ci ne respecte pas le Code de la Route mais est attentif tout de même. Restez distant de celui-ci tout en ne le perdant pas de vue ou la mission se solde par un échec ; Vitesse limite : maintenez une certaine vitesse durant le temps imparti et c'est gagné !), Chasse au trésor qui consiste à retrouver des épaves de voitures abandonnés (au nombre de 10) pour un concessionnaire d'occasion (celui de départ) grâce à un détecteur de métaux très puissant qui s'active et émet des pulsations au fur et à mesure que vous vous approchez d'une épave de véhicule laissée dans la nature pour compte, et enfin Photographe à laquelle des vues avec certaine voitures et selon le temps et l'heure doivent être prises pour son compte, en échange d'argent et d'expérience évidemment.

#### En "Collection"
Plus vous achetez, plus votre niveau de « collection » augmente. Mais soyez prudent pour votre cash, car il s'épuise facilement. Au fur et à mesure que vous gagnez de l'expérience et de l'argent grâce aux petites et grandes tâches, vous pouvez vous garnir en « Collection » en investissant dans le shopping direct ou en économisant pour acheter, plus tard, une maison luxueuse ou un véhicule cher, par exemple. Tout ce qui est apporté au mode « Collection » sont les véhicules (allez dans des concessionnaires automobiles pour acheter des voitures, vous pouvez avoir des indications sur elles, les tester pendant 2 minutes en libre route et même les comparer minutieusement ; chaque véhicule appartient à une catégorie spéciale de maintenance qui est retenue durant les courses de championnats ; exemple : C4, A7, A6, etc.), les maisons et meubles qui consiste à acheter meubles et maisons éparses et luxueuses qui rapporte des points d'expérience mais « dévore » votre cash, les vêtements qui consiste à achetez des vêtements dans des lignes et magasins différents ; les coupes de cheveux pour se refaire les cheveux et avoir la classe attitude dehors par un coiffeur ; la chirurgie esthétique pour se refaire le visage (mais c'est coûteux) ; le magasin de stickers pour personnaliser et donner des couleurs et de la pêche à son véhicule et pour gagner des points d'expérience (et les prix restent raisonnable).

#### La police
Comme dans son prédécesseur Test Drive Unlimited, la police est aussi présente, mais vous recherche sous différentes formes que dans TDU (abréviation de « Test Drive Unlimited ») : tout d'abord, les policiers ne vous recherchent que si vous commettez une infraction dans leurs champs de visions (non figurés sur la carte), contrairement à « TDU » où la moindre infraction vous fait rechercher par les policiers. Ensuite, l'indice de recherche respectif est indiqué par une colonne, qui se remplit au fur et à mesure que vous commettez des infractions devant un ou des policiers. Une fois rempli au maximum, vous êtes recherché « Most Wanted ». Les moyens resteront les mêmes, par contre, que dans « TDU ».

### Divers points-clés
Dans Test Drive Unlimited 2, il existe divers points-clés qui permettent au joueur de progresser dans le niveau de la « Compétition » et de la « Découverte ».

#### Concernant l’automobile

##### Les concessionnaires automobiles
Ils proposent un éventail de véhicules de marque.
Généralement, les concessionnaires automobiles qui vendent des véhicules d'occasion proposent des voitures beaucoup moins chère (mais il y a peu de voiture disponible) que les concessionnaires automobiles vendant des véhicules neufs. Chaque concessionnaire neuf vend des véhicules de la marque qu'il représente, mais surtout de divers type (A7, C4, par exemple) qui servent au joueur à participer à divers championnat.
Les interactions possibles au concessionnaire sont acheter un véhicule ; tester un véhicule : (ou mode Test Drive) permet de tester un véhicule pendant 2 minutes sur libre route ; comparer : comparer un véhicule (performances écrites en rouge) à d'autres (performances écrites en bleu) ; voir indications : un tableau renseigne le joueur sur l'état du véhicule, du kilométrage parcouru (pour véhicule d'occasion) et de la puissante de la voiture.

##### Ateliers de tuning
Le tuning permet à votre véhicule d'améliorer ses performances en améliorant sa tenue de route, sa vitesse de pointe, son accélération et son freinage. En clair, toutes les capacités primaires de votre voiture sont modifiés. Les ateliers de tuning du jeu permettent d'installer des tunings complémentaire aux puissances de bases du véhicule du joueur en échange d'argent.

##### Magasin de stickers
Ce point-clé permet de modifier apparence du véhicule du joueur. Divers fonctionnalités existent dans ce commerce : peinture : permet de changer de couleur et de son intensité celle qui couvre le véhicule amené au magasin ; sticker : comme son nom l’indique, cette fonction permet de coller des stickers sur la voiture du joueur, en choisissant d'abord sur une palette de motifs prédéfinis, puis en choisir un ou plusieurs et enfin le coller sur le véhicule.
Plusieurs sous-fonctionnalités permettent d'ajuster la position du stick sur votre véhicule : déplacer la caméra (mettre en position le stick), rotation (pivoter le sticker avant de le coller), redimensionnement (réduire ou augmenter la taille du sticker), transparence (ajuste l'opacité du stick) et Sélection de Couleur (donner une couleur différente de celle originelle à votre stick).

##### Lavage auto
Il permet de nettoyer le véhicule du joueur, quand celui-ci est sale. Si le personnage est un homme, une surprise l'attendra pendant le nettoyage. La musique utilisée est "Sohodolls - Bang Bang Bang Bang".

#### Concernant l’avatar du joueur
L'avatar est, selon le manuel, "votre représentation personnalisée dans l’univers de Test Drive Unlimited 2". En réalité, le joueur choisit un personnage qu'il dirigera et devra entretenir et faire les bons choix pour rester d'actualité dans le jeu. D'ailleurs, de nombreuses propositions pour entretenir son avatar seront induits par les principaux personnages du jeu.
- Agence immobilière : l'agence immobilière permet d'acheter, de vendre ou d'échanger des maisons, tout en négociant les frais selon la maison acheté. Au départ, le joueur commencera par habiter une caravane, qui coûte à peu près 25 000 $ et peu luxueuse. Puis, au fur et à mesure que celui-ci gagnera de l’argent, il pourra acheter différentes maisons à vendre.

- Chirurgie esthétique : là, le joueur pourra modifier l’aspect de son visage et donner une version tout autre de sa personnalité d'origine. Il peut choisir différentes parties de son visage, puis demander au docteur d'effectuer les modifications, tout en rapportant des retouches précises. Quoi que coûteuse, cette technique sera plusieurs fois recommandé aux gardiens par ses proches, surtout pour la participation aux coupes, et aussi une manière de détente, en changeant son aspect esthétique.

- Coiffeur : permet de modifier la coupe des cheveux et de la barbe du joueur.

- Magasin de vêtements : chaque magasin de vêtements possède sa propre lignes d'habits. C'est là un excellent moyen, et que moyennement coûteux, pour pouvoir progresser dans le niveau "Collection".

Chaque maison acheté permet aussi ces fonctionnalités, ce qui lui vaut d'être l'équivalent d'un "QG personnel" :
- Garage : permet d'entreposer les véhicules personnels du joueur. Néanmoins, le nombre de véhicules possible à conserver est limité et varie du fait de la taille du garage (généralement, plus la maison est grande, plus la taille du garage est importante et plus le nombre de voitures pouvant être stocké au maximum est important aussi).

- Dressing : chaque maison est équipée d'un dressing à laquelle le joueur peut ranger une collection de vêtements qu'il a acquis. Cette fonction reprend les mêmes rênes que quand l’on achète des vêtements, à la différence près évidente que ceux présents dans le dressing ont déjà été acheté alors que ceux présents dans les magasins sont à acheter.

- Média Test Drive: est le centre de liens et d'intérêt géographique du joueur. Cette fonctionnalité contient une télévision, qui contient : une chaîne météo, qui prévoit le temps, et une chaîne "News", pour se tenir informé de toutes les dernières mises à jour.

- Ordinateur (infos)  : permet de personnaliser les paramètres de l’environnement de l’avatar du joueur. Contient :  MyTDUHouse  : cet onglet permet de contrôler l'aménagement de la maison du joueur : meubles, couleurs, quantité, types. Il est également possible de modifier ou d'ajouter du papier peint, sa couleur, et de prendre des photos de celui-ci pour avoir une collection de papier peint à ajuster, au cas où ; MyTDULife' : autre fonctionnalité, cet onglet permet d'avoir des informations concernant la progression du joueur, aussi bien que de modifier facilement son profil et son humeur. Remarque, cette fonctionnalité s'utilise aussi en ligne ; Mes photos : voir toutes les photos prises par le joueur et mises en collection ; Classements : classement en ligne immédiat (réactualisé à la moindre modification du score des autres joueurs).

#### Concernant les clubs
Les clubs permettent de se faire connaître, et d'avoir des amis, mais aussi de gagner de l’argent et de l’expérience. C'est un véritable endroit communautaire, incroyablement fonctionnel et en constante évolution. En créant un club, il faut remplir les critères suivants : Nom (du club) ; Nationalité (nationalité représentant l'origine du créateur du club et de sa culture) ; Logo (qui représente le club) ; Description (permet de donner une brève définition qui représente le mieux le club et/ou sa spécialité) ; Marque préférée (indiquer les préférences de marque du créateur du club) ; Langue (sélectionnez la langue qui sera parlée par les membres du club) ; Niveau d'entrée (définir le niveau requis pour entrer dans le club, comme l’indique son nom).
Une fois ces indications complétées, le nom du club ne pourra plus être modifié, mais toutes les autres indications pourront être modifiées, selon parfois certains critères précis.

### Principaux personnages
Les principaux personnages sont :
- Le voiturier, qui vient de s'inscrire au Solar Crown, pour remplacer un participant respectif absent, et, en raison de son penchant immodéré pour la conduite, se faire connaître dans l’île et gagner de l’argent. Quoi que timide, il est aussi très patient mais également prêt pour affronter la compétition et gagner de plein fouet les matchs. Dans le jeu, le joueur incarne ce personnage, et va pouvoir participer à divers championnats pour gagner le "Solar Crown". Au début du jeu, le joueur pourra choisir le type de personnage (type asiatique, type européen, type africain, homme ou femme).
- Tess Wintory, présentatrice du Solar Crown à la télévision, elle est aussi une participante récurrente, apparemment prête à tout pour distancer ses adversaires mais en réalité battre le nouveau gardien de parking peu noble au départ dans la course qui vient de s'inscrire à la compétition pour remplacer un participant absent (pour raison inconnu, on soupçonne ce participant absent d'être malade ou d'être en voyage). Têtu, elle est aussi discrète, révélatrice, et s'amuse à enquiquiner le gardien de parking, qui lui prend cette situation avec finesse. Cependant, sur le terrain, elle se montre assez (à beaucoup) active.
- Todd Bishoop, professeur de l'école de Pilotage de véhicules "Classiques" pour le championnat, il se liera facilement d'amitié avec le gardien de parking mais surtout l’enseignera les bases du pilotage classique et une partie des grandes compétences de base de la conduite de luxe à travers le jeu. Impulsif, il n’hésite pas à crier ou à s'énerver lorsque le gardien de parking ne fait pas correctement les choses, mais il n’hésite pas à être également de bon cœur quand la situation se présente désespéré pour le nouveau participant.

D'autres feront leurs apparitions au fur et à mesure que le joueur progresse.

### Liste des voitures et motos[5]
- AC Cars (Angleterre)
  - AC Cobra
- Alfa Romeo (Italie)
  - Alfa Romeo 8C Competizione
  - Alfa Romeo 8C Spider
  - Alfa Romeo Brera
  - Alfa Romeo Mito
- Ariel (Angleterre)
  - Ariel Atom
  - Ariel Atom V8 500
- Ascari (Angleterre)
  - Ascari A10
  - Ascari KZ1-R
- Aston Martin (Angleterre)
  - Aston Martin DB9
  - Aston Martin DB9 Volante
  - Aston Martin DBS V12
  - Aston Martin One-77
  - Aston Martin V12 Vantage
  - Aston Martin V8 Vantage
- Audi (Allemagne)
  - Audi Q7
  - Audi R8
  - Audi R8 Spyder
  - Audi RS5
  - Audi RS6 Avant
  - Audi S3
  - Audi S5
  - Audi TT RS Roadtser
  - Audi TTS
- Bugatti (France)
  - Bugatti Veyron
  - Bugatti Veyron Grand Sport
  - Bugatti Veyron Super Sport
- Caterham (Angleterre)
  - Caterham CSR 260
  - Caterham R500 Superlight
- Chevrolet (États-Unis)
  - Chevrolet Camaro (2010)
  - Chevrolet Corvette C1
  - Chevrolet Corvette C6
- Citroën (France)
  - Citroën 2CV
- Dodge (États-Unis)
  - Dodge Charger (1969 & 2006)
  - Dodge Viper ACR
  - Dodge Viper SRT-10
- Ducati (Italie)
  - Ducati Desmosedici RR
  - Ducati Diavel
- Buggy (États-Unis)
  - Dune Buggy V8
- Ferrari (Italie)
  - Ferrari 250 GTO
  - Ferrari 308 GTS
  - Ferrari F430 Scuderia
  - Ferrari F430 Scuderia Spider 16M
  - Ferrari 458 Italia
  - Ferrari 599 GTB Fiorano
  - Ferrari 599 GTO
  - Ferrari 599XX
  - Ferrari 612 Scaglietti
  - Ferrari 612 Sessanta
  - Ferrari California
  - Ferrari Dino 246 GTS
  - Ferrari Enzo
  - Ferrari F40
  - Ferrari FXX
- Ford
  - Ford GT
  - Ford Mustang (1968)
  - Ford Mustang (2010)
  - Ford Shelby GT500
- Ginetta
  - Ginetta F400
- Apollo
  - Gumpert Apollo
- Harley-Davidson
  - Harley-Davidson Fat Boy
- Hummer
  - Hummer H3
- Jaguar
  - Jaguar D-Type
  - Jaguar E-Type
  - Jaguar XKR (2010)
- Koenigsegg
  - Koenigsegg CCXR
- Lancia
  - Lancia Delta HF Integrale
  - Lancia Stratos
- Land Rover Range Rover
  - Land Rover Range Rover Sport
- Lotus
  - Lotus 2-Eleven
  - Lotus Esprit
  - Lotus Evora
- McLaren
  - McLaren MP4-12C
- Mercedes-Benz
  - Mercedes-Benz 300SL
  - Mercedes-Benz CLK 63 AMG
  - Mercedes-Benz ML 63 AMG
  - Mercedes-Benz SL 65 AMG
  - Mercedes-Benz Classe SLK#R171 (2004 - 2010)
  - Mercedes-Benz SLR McLaren Roadster
  - Mercedes-Benz SLR Stirling Moss
  - Mercedes-Benz SLS AMG
- Nissan
  - Nissan 370Z
  - Nissan GT-R
- Pagani
  - Pagani Zonda Cinque
  - Pagani Zonda F
  - Pagani Zonda F Roadster
  - Pagani Zonda Roadster
  - Pagani Zonda Tricolore
- RUF (Allemagne)
  - Ruf RGT
  - Ruf RK Spyder
  - Ruf Rt 12
  - Ruf RTurbo
- Shelby (États-Unis)
  - Shelby Cobra Daytona
- Spyker (Pays-Bas)
  - Spyker C12 Zagato
  - Spyker C8 Aileron
  - Spyker C8 Aileron Spyder
  - Spyker D8 Peking-to-Paris
- Subaru (Japon)
  - Subaru Impreza
- TVR (Angleterre)
  - TVR Sagaris
- Volkswagen
  - Volkswagen Coccinelle
  - Volkswagen Golf VI GTI
  - Volkswagen Touareg
- Wiesmann
  - Wiesmann MF3